# Phlepsius evinus
Phlepsius evinus är en insektsart som beskrevs av Dlabola 1974. Phlepsius evinus ingår i släktet Phlepsius och familjen dvärgstritar. Inga underarter finns listade i Catalogue of Life.